# Submission (film 2004)
Submission è un cortometraggio del 2004 fotografato, musicato, montato, co-prodotto, co-scritto e diretto da Theo van Gogh.
Pellicola della durata di 12 minuti girata in inglese, e scritto da Ayaan Hirsi Ali, un ex membro del Partito Popolare per la Libertà e la Democrazia nel parlamento dei Paesi Bassi.

## Trama
Il titolo della pellicola è una diretta traduzione del termine Islam. Il film parla delle donne maltrattate in famiglie musulmane: esso riporta la storia di una donna musulmana picchiata e violentata da un proprio parente. Sul corpo di questa donna il regista fece scrivere alcuni versetti del Corano, ciò che forse più di tutto avrebbe provocato la ritorsione per cui il 2 novembre 2004 ad Amsterdam il regista fu assassinato da un esponente del Gruppo Hofstad, Mohammed Bouyeri.

## Reazioni
La pellicola venne vista come un insulto da parte delle comunità musulmane; anche molti sostenitori delle idee di Hirsi Ali contro l'abuso e l'oppressione femminile espressero dubbi riguardo l'utilità del film di denuncia, temendo che esso avrebbe portato solo alla radicalizzazione delle rispettive posizioni.
Il 2 novembre 2004 Theo van Gogh venne assassinato in pubblico da Mohammed Bouyeri, un militante fondamentalista residente nei Paesi Bassi. Sul cadavere venne ritrovata una lettera appuntata con un pugnale che metteva in relazione l'assassinio con il film e la visione di van Gogh nei confronti dell'Islam, giudicata blasfema dai fondamentalisti islamici. La lettera era indirizzata a Hirsi Ali e chiamava al Jihād contro gli infedeli, gli Stati Uniti, l'Europa, i Paesi Bassi e la stessa Hirsi Ali.
Dopo l'assassinio del regista, Submission guadagnò una fama internazionale. Il film venne ritirato dal festival di Rotterdam ma venne mostrato in televisione in numerosi paesi europei, fra cui:
- VPRO nei Paesi Bassi (29 agosto 2004);
- DR in Danimarca (11 novembre 2004);
- RAI in Italia (12 maggio 2005).